# Taivo Kuus
Taivo Kuus (* 6. Juni 1969 in Võru) ist ein ehemaliger estnischer Skilangläufer.
Kuus trat international erstmals bei den Olympischen Winterspielen 1992 in Albertville in Erscheinung. Dort belegte er den 67. Platz über 10 km klassisch und den 60. Rang in der Verfolgung. Seine beste Platzierung bei den Weltmeisterschaften im März 1993 in Falun war der 42. Platz über 30 km klassisch. Bei den Olympischen Winterspielen im folgenden Jahr in Lillehammer kam er auf den 63. Platz über 30 km Freistil, auf den 36. Rang über 50 km klassisch und zusammen mit Jaak Mae, Jaanus Teppan und Elmo Kassin auf den 11. Platz in der Staffel. Bei den Weltmeisterschaften 1995 in Thunder Bay lief er auf den 51. Platz in der Verfolgung, jeweils auf den 48. Rang über 10 km klassisch und 50 km Freistil und auf den 43. Platz über 30 km klassisch.
Kuus gewann bei estnischen Meisterschaften viermal Gold und jeweils fünfmal Silber und Bronze.